# Загорбашье (Житковичский район)
Загорбашье (бел. Заго́рбашша) — деревня в Люденевичском сельсовете Житковичского района Гомельской области Беларуси.
На западе биологический заказник республиканского значения «Низовье Случи».

## География

### Расположение
В 14 км на запад от Житковичей, 2 км от железнодорожной станции Дедовка (на линии Лунинец — Калинковичи), 247 км от Гомеля.
Расположена железнодорожная станция Загорбашье.

## Гидрография
Кругом мелиоративные каналы.

## Транспортная сеть
Транспортные связи по просёлочной, затем автодороге Лунинец — Калинковичи. Планировка состоит из плотной застройки 2 меридиональных улиц. Застройка деревянная, усадебного типа.

## История
Согласно письменным источникам известна с XIX века как деревня в Житковичской волости Мозырского уезда Минской губернии. В 1845 году 679 десятин земельных угодий. В 1879 году упоминается в числе селений Люденевичского церковного прихода. В 1930 году организован колхоз. Во время Великой Отечественной войны 5 июля 1944 года освобождена от немецкой оккупации. 18 жителей погибли на фронте. Согласно переписи 1959 года в составе совхоза «Люденевичи» (центр — деревня Люденевичи).

## Население

### Численность
- 2004 год — 51 хозяйство, 97 жителей.

### Динамика
- 1845 год — 25 дворов.
- 1897 год — 70 дворов 433 жителя (согласно переписи).
- 1908 год — 107 дворов, 537 жителей.
- 1917 год — 662 жителя.
- 1921 год — 121 двор, 681 житель.
- 1959 год — 258 жителей.
- 2004 год — 51 хозяйство, 97 жителей.

## Галерея

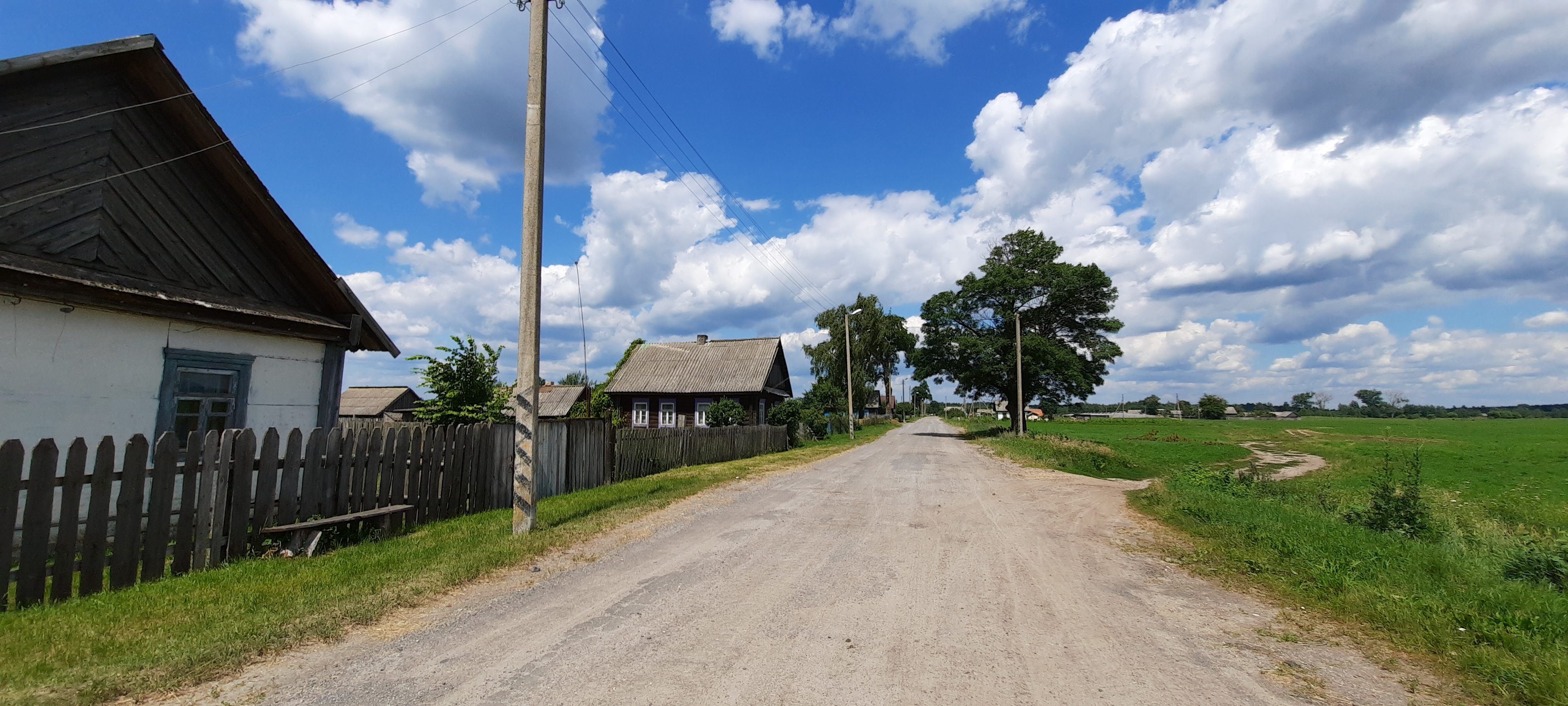
Улица
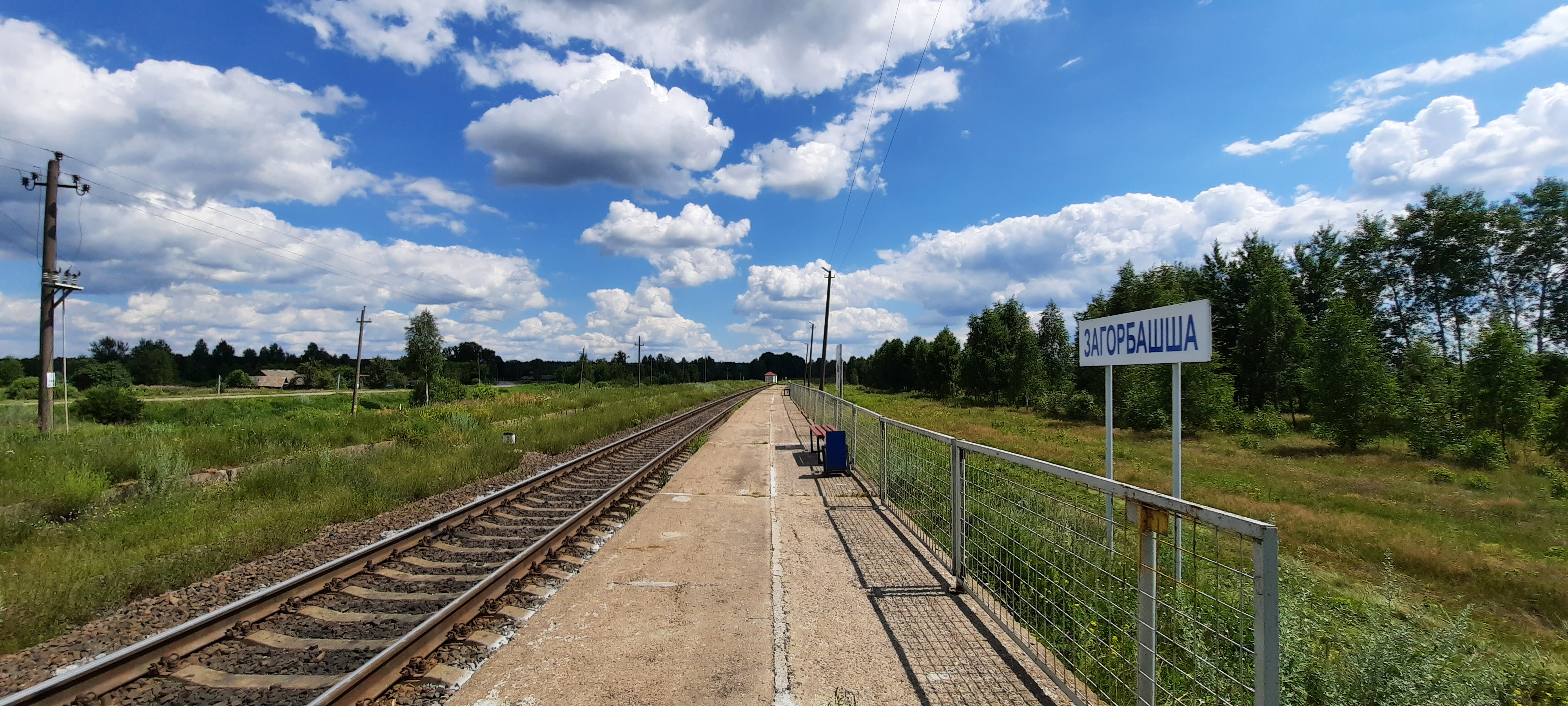
Железнодорожная станция Загорбашье